# Ludus Magnus

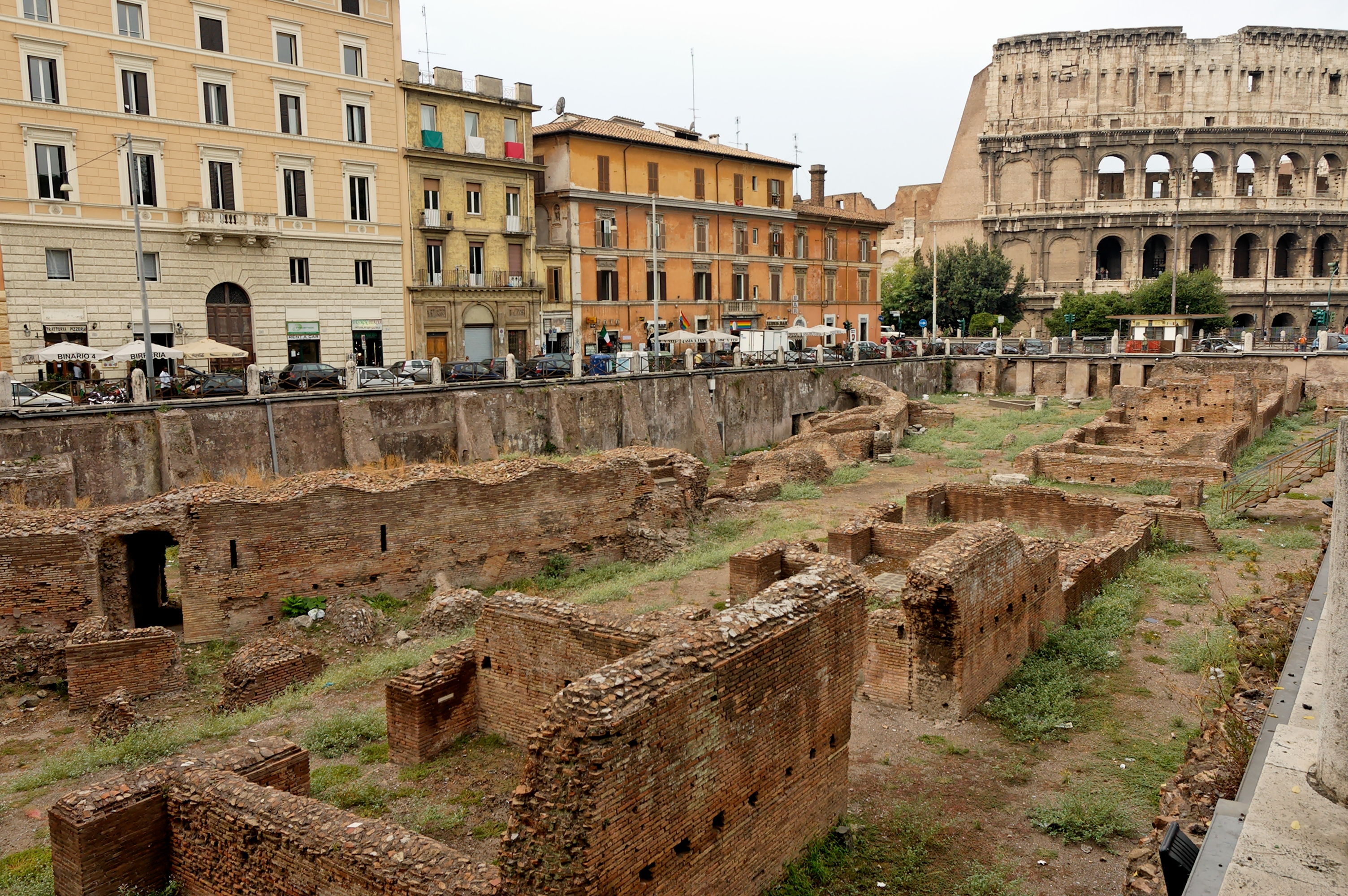
Der Ludus Magnus, Domus Vectiliana

Der Ludus Magnus (lateinisch „Große Schule“) war die größte der vier bekannten Schulen für Gladiatoren im antiken Rom. Sie wurde unter Kaiser Domitian (81–96 n. Chr.) in einer Senke zwischen den Hügeln Esquilin und Caelius errichtet.

## Gladiatorenschulen in Rom
Die Errichtung der Gladiatorenschule stand im Zusammenhang mit dem Bau des unmittelbar westlich gelegenen Kolosseums, mit dem sie durch einen unterirdischen Gang, der in der Südwestecke des Ludus seinen Anfang nahm, verbunden war. In der Nachbarschaft – zum Teil nur durch eine Straße getrennt – befanden sich drei weitere Schulen: der Ludus Dacicus, der Ludus Gallicus und der Ludus Matutinus, spezialisiert für die bestiarii (Kämpfer gegen Tiere). Im Unterschied zu den außerhalb Roms gelegenen Schulen gehörten sie nicht Privatpersonen, sondern standen unter der Leitung von kaiserlichen Beamten (procuratores). Der Leiter des Ludus Magnus verdiente 200.000 Sesterzen im Jahr (zum Vergleich: Der Tagesbedarf eines Arbeiters betrug 4 Sesterzen).

## Das Gebäude

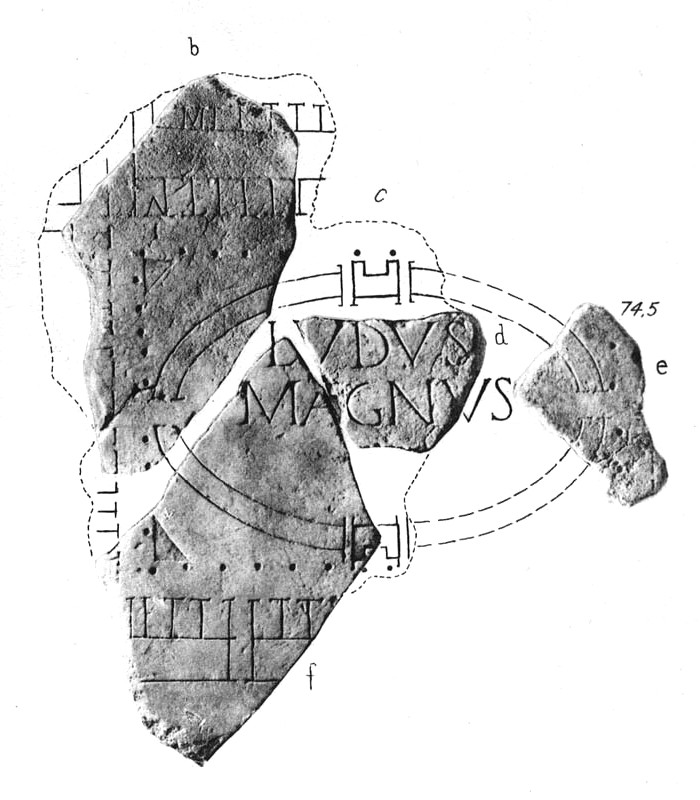
Fragmente der Forma Urbis Romae mit dem Verzeichnis des ludus magnus

Der Name und die Zeit der Erbauung waren aus alten Quellen bekannt. Die Ruinen wurden 1937 entdeckt; nur 20 Jahre später wurden die Ausgrabungen beendet. Die heute noch sichtbaren Ruinen sind die Überbleibsel eines Umbaus unter Trajan (98–117 n. Chr.), wobei das Niveau um 1,5 m angehoben wurde. Die nicht ausgegrabenen Teile lassen sich anhand von Fragmenten der Forma Urbis Romae, eines antiken, steinernen Stadtplans von Rom (Anfang 3. Jahrhundert), rekonstruieren.
Das Gebäude war aus ziegelverkleidetem, römischem Beton errichtet worden. Das Ziegelmauerwerk wurde zum Teil mit Marmorplatten verkleidet. In der Mitte des Ludus befand sich für das Training eine kleine Arena (63 × 42 Meter). Sie war umgeben von acht Sitzreihen für Zuschauer, die insgesamt 3.000 Personen Platz boten. Das Zuschauen beim Gladiatorentraining war ein beliebter Zeitvertreib. Die Zuschauer konnten über kleine Treppen außerhalb der Ränge ihre Plätze erreichen. Die eigentliche Trainingsfläche lag fast drei Meter unterhalb der Ränge.
Diese Arena war von einer vierseitigen Portikus mit einer Kantenlänge von 100 Metern umgeben. Die Säulen der beiden unteren Etagen bestanden aus Travertin. Hier befanden sich die Zellen für die Gladiatoren – 14 an den langen, 10 an den kurzen Seiten des Gebäudes. Sie hatten eine Grundfläche von 5 × 4 Metern und boten vermutlich je zwei Gladiatoren Platz.
In der nordwestlichen Ecke ist einer der ursprünglich vier dreieckigen Brunnen rekonstruiert worden.
Die Eingänge befanden sich an den Hauptachsen. Derjenige an der Via Labicana war möglicherweise für besondere Gäste reserviert, da sich an den Rängen in unmittelbarer Umgebung herausgehobene Dekorationen gefunden haben.
Unter dem Bankgebäude, das sich heute über den nicht ausgegrabenen Resten des Ludus Magnus erhebt, sind Fundamente eines weiteren Gebäudes entdeckt worden. Möglicherweise handelt es sich hierbei um das armamentarium, die Waffenkammer der Gladiatorenschule.
Die Geschichte des Ludus Magnus endete im 5. Jahrhundert gemeinsam mit der des Kolosseums. Mit dem Ende der Gladiatorenkämpfe wurde die Schule nicht mehr benötigt. Die Anlage verfiel und diente als Lieferant von Baumaterial für andere Gebäude. Zum Teil wurde das Gelände als Friedhof gebraucht.

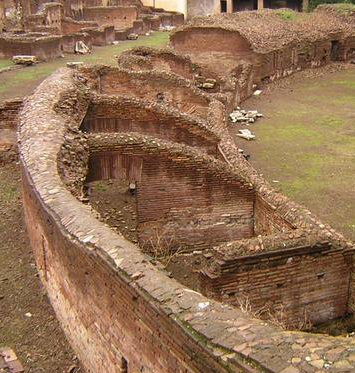
Ruinen der Zuschauerränge
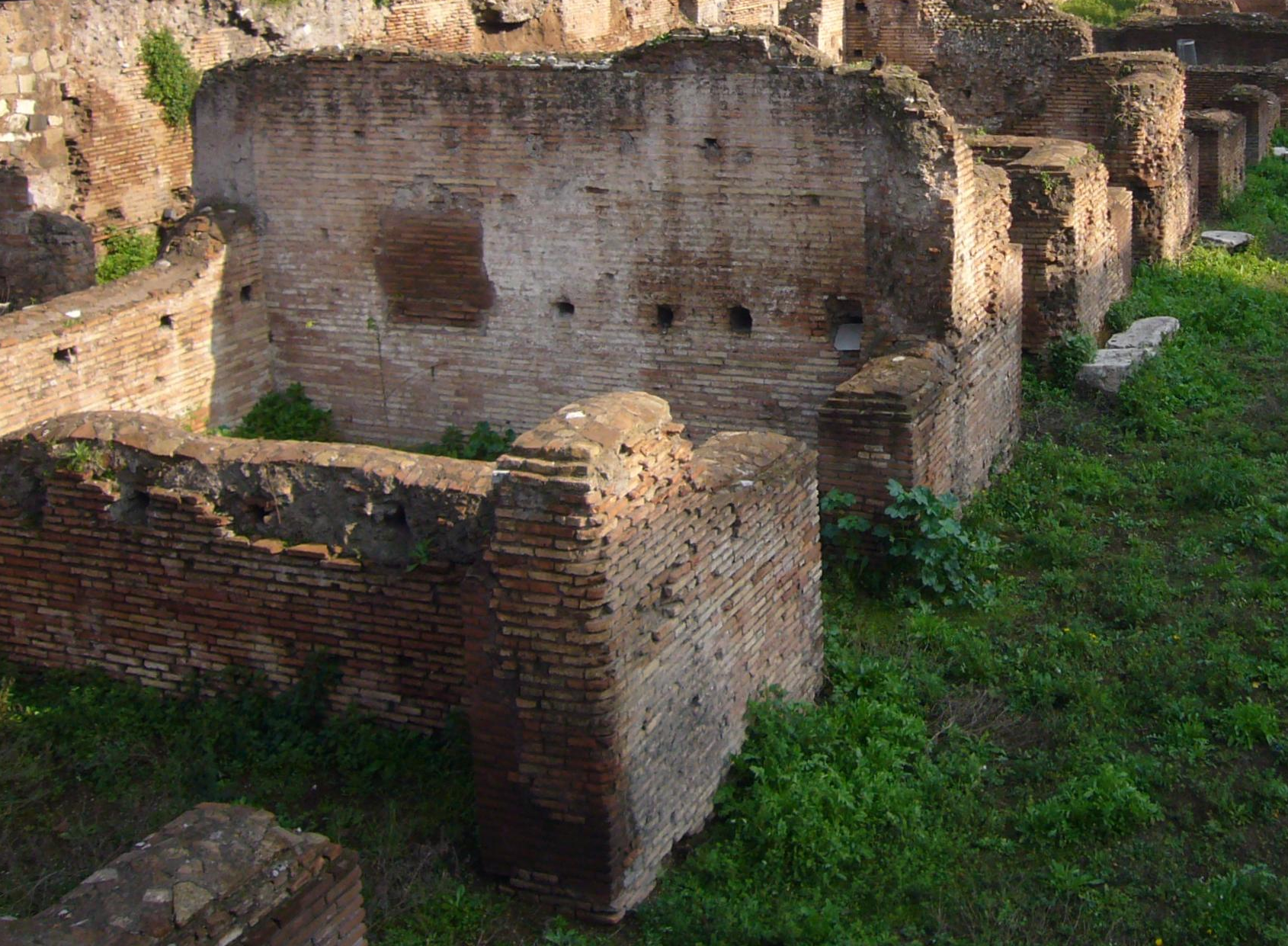
Reste der Zellen der Gladiatoren
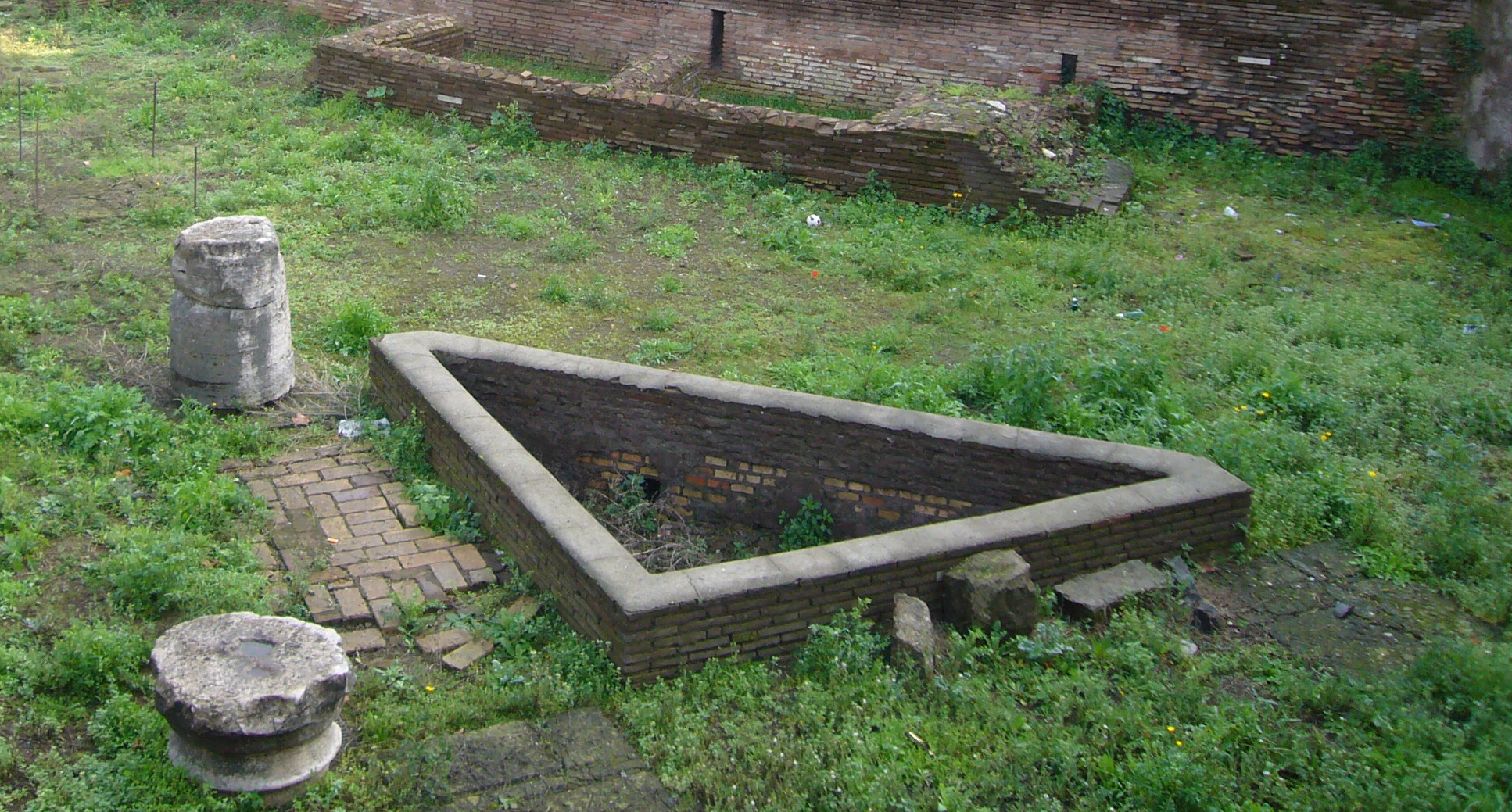
Ehemaliger Brunnen
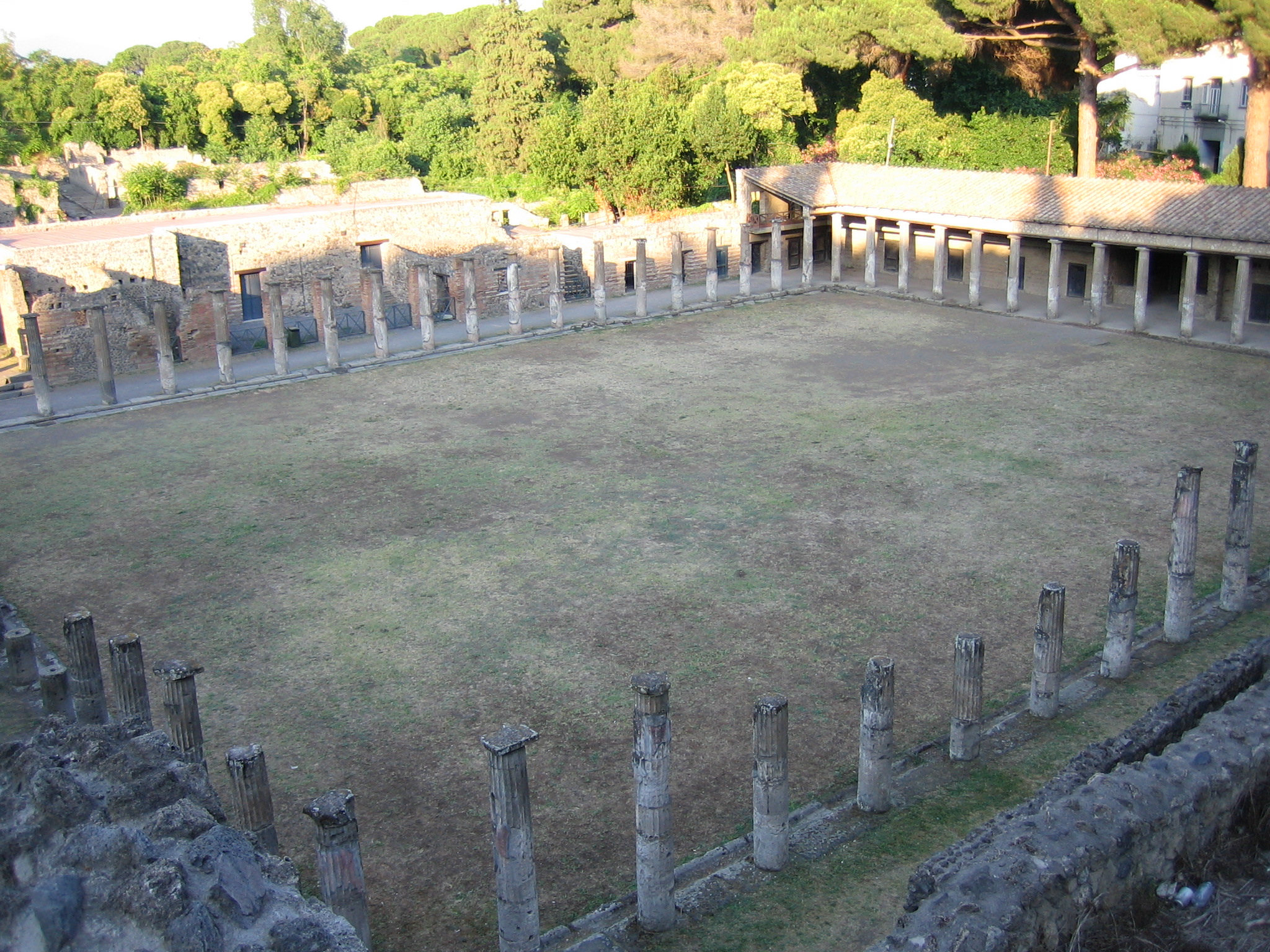
Gladiatorenkaserne in Pompeji zum Vergleich